# The Holy Land
The Holy Land es un álbum conceptual del cantante Johnny Cash lanzado a principios de 1969. Cash se inspiró a hacer este álbum cuando hizo una visita a Israel con su esposa June Carter Cash. En la mayoría de las canciones Cash accepta la religión como tema principal del CD, él tuvo experiencia con la música góspel ya que colaboró en CD de ello por lo tanto cash solo 1 canción llegó a ser #1 en los rankings country.

## Canciones
1. Prologue – 0:54
(Cash)
2. Land of Israel – 2:50
(Cash)
3. Mother's Love – 1:32
(Cash)
4. This is Nazareth – 0:43
(Cash)
5. Nazarene – 2:03
(Cash)
6. Town of Cana – 1:36
(Cash)
7. He Turned Water Into Wine – 2:47
(Cash)
8. My Wife June at the Sea of Galilee – 1:32
(Cash)
9. Beautiful Words – 1:52
(Cash)
10. Our Guide Jacob at Mount Tabor – 1:54
(Cash)
11. The Ten Commandments – 3:59
(Lew DeWitt)
12. Daddy Sang Bass – 2:19
(Carl Perkins)
13. At the Wailing Wall – 0:46
(Cash)
14. Come to the Wailing Wall – 2:49
(Cash)
15. In Bethlehem – 1:46
(Cash)
16. In Garden of Gethsemane – 1:57
(Cash)
17. The Fourth Man – 2:08
(Arthur "Guitar Boogie" Smith)
18. On the Via Dolorosa – 3:53
(Cash)
19. Church of the Holy Sepulchre – 1:07
(Cash)
20. At Calvary – 2:33
(Cash)
21. God is Not Dead – 2:43
(Cash)

## Personal
- Johnny Cash - Vocalista
- The Carter Family - Coristas
- The Statler Brothers - Coristas

### Personal Extra
- Charlie Bragg - Ingeniero

## Posición en listas
Álbum - Billboard (América del Norte)
| Año  | Tabla           | Posición |
| ---- | --------------- | -------- |
| 1969 | Álbumes Country | 6        |
| 1969 | Álbumes Pop     | 54       |

Canciones - Billboard (América del Norte)
| Año  | Canción           | Tabla             | Posición |
| ---- | ----------------- | ----------------- | -------- |
| 1968 | "Daddy Sang Bass" | Canciones Country | 1        |